# Coppa del Generalissimo 1967-1968
La Copa del Generalísimo 1967-1968 fu la 64ª edizione della Coppa di Spagna. Il torneo iniziò il 1º ottobre 1967 e si concluse il 11 luglio 1968. La finale si disputò allo Stadio Santiago Bernabéu di Madrid dove il Barcellona ottenne il suo sedicesimo titolo.

## Formula
In questa edizione presero parte tutte le squadre di Primera División e di Segunda División che si sfidarono in scontri ad eliminazione diretta. Le sedici squadre di Primera División erano qualificate direttamente per i sedicesimi.

## Squadre partecipanti

### Primera División

#### 16 squadre
| - Athletic Bilbao - Atlético Madrid - Barcellona - Real Betis - Córdoba - Elche | - Espanyol - Las Palmas - Hércules - Pontevedra - Real Madrid | - Real Saragozza - Real Sociedad - Sabadell - Siviglia - Valencia |

### Segunda División

#### 32 squadre
| - Alcoyano - Badajoz - Badalona - Burgos - Cadice - Calvo Sotelo - Castellón - Celta Vigo | - Ceuta Sport - Constància - Deportivo La Coruña - CE Europa - Granada - Hércules - Langreo - Levante | - UE Lleida - Maiorca - Valencia Mestalla - Osasuna - Racing Ferrol - Racing Santander - Rayo Vallecano - Real Jaén | - Real Murcia - Real Oviedo - Recreativo Huelva - Sporting Gijón - Tenerife - Torrelavega - Real Valladolid - Xerez |

## Primo turno
|                     | Risultato |                   | Andata | Ritorno | Spareggio |  |
| ------------------- | --------- | ----------------- | ------ | ------- | --------- |  |
| Ceuta Sport         | 2 - 4     | Racing Santander  | 1 - 2  | 1 - 2   |           |  |
| Badajoz             | 4 - 3     | Real Murcia       | 4 - 2  | 0 - 1   |           |  |
| Granada             | 4 - 4     | Langreo           | 2 - 2  | 2 - 2   | 0 - 1     |  |
| Xerez               | 3 - 3     | UE Lleida         | 3 - 0  | 0 - 3   | 2 - 1     |  |
| Cadice              | 2 - 5     | Sporting Gijón    | 2 - 1  | 0 - 4   |           |  |
| Calvo Sotelo        | 3 - 0     | Racing Ferrol     | 1 - 0  | 2 - 0   |           |  |
| Castellón           | 3 - 2     | Osasuna           | 3 - 1  | 0 - 1   |           |  |
| Alcoyano            | 2 - 0     | Burgos            | 2 - 0  | 0 - 0   |           |  |
| Deportivo La Coruña | 2 - 4     | Hércules          | 1 - 3  | 1 - 1   |           |  |
| CE Europa           | 4 - 4     | Real Jaén         | 4 - 0  | 0 - 4   | 1 - 0     |  |
| Torrelavega         | 2 - 2     | Valencia Mestalla | 0 - 1  | 2 - 1   | 3 - 2     |  |
| Celta Vigo          | 4 - 0     | Maiorca           | 3 - 0  | 1 - 0   |           |  |
| Constància          | 2 - 10    | Real Valladolid   | 2 - 2  | 0 - 8   |           |  |
| Rayo Vallecano      | 3 - 2     | Tenerife          | 3 - 1  | 0 - 1   |           |  |
| Levante             | 2 - 5     | Badalona          | 2 - 1  | 0 - 4   |           |  |
| Real Oviedo         | 4 - 4     | Recreativo Huelva | 3 - 2  | 1 - 2   | 1 - 1     |  |

## Sedicesimi di finale
|                   | Risultato |                 | Andata | Ritorno | Spareggio |  |
| ----------------- | --------- | --------------- | ------ | ------- | --------- |  |
| Xerez             | 2 - 3     | Sabadell        | 2 - 0  | 0 - 3   |           |  |
| Badalona          | 3 - 3     | Real Betis      | 2 - 3  | 1 - 0   | 1 - 3     |  |
| Celta Vigo        | 3 - 1     | Córdoba         | 1 - 1  | 2 - 0   |           |  |
| Barcellona        | 5 - 2     | Sporting Gijón  | 5 - 0  | 0 - 2   |           |  |
| Recreativo Huelva | 2 - 3     | Pontevedra      | 2 - 0  | 0 - 3   |           |  |
| Racing Santander  | 1 - 4     | Real Sociedad   | 0 - 1  | 1 - 3   |           |  |
| Hércules          | 2 - 4     | Espanyol        | 0 - 0  | 2 - 4   |           |  |
| Langreo           | 2 - 10    | Las Palmas      | 1 - 4  | 1 - 6   |           |  |
| Real Saragozza    | 4 - 0     | CE Europa       | 3 - 0  | 1 - 0   |           |  |
| Real Madrid       | 3 - 0     | Calvo Sotelo    | 2 - 0  | 1 - 0   |           |  |
| Malaga            | 2 - 0     | Castellón       | 1 - 0  | 1 - 0   |           |  |
| Siviglia          | 7 - 4     | Rayo Vallecano  | 7 - 3  | 0 - 1   |           |  |
| Real Valladolid   | 3 - 6     | Atlético Madrid | 0 - 3  | 3 - 3   |           |  |
| Valencia          | 6 - 0     | Torrelavega     | 5 - 0  | 1 - 0   |           |  |
| Athletic Bilbao   | 5 - 1     | Alcoyano        | 1 - 0  | 4 - 1   |           |  |
| Badajoz           | 2 - 5     | Elche           | 0 - 1  | 2 - 4   |           |  |

## Ottavi di finale
|                 | Risultato |                 | Andata | Ritorno |  |
| --------------- | --------- | --------------- | ------ | ------- |  |
| Espanyol        | 1 - 2     | Valencia        | 1 - 0  | 0 - 2   |  |
| Pontevedra      | 1 - 2     | Celta Vigo      | 0 - 0  | 1 - 2   |  |
| Real Sociedad   | 1 - 8     | Barcellona      | 0 - 2  | 1 - 6   |  |
| Sabadell        | 1 - 5     | Real Saragozza  | 0 - 0  | 1 - 5   |  |
| Real Betis      | 1 - 2     | Atlético Madrid | 0 - 0  | 1 - 2   |  |
| Elche           | 2 - 0     | Malaga          | 1 - 0  | 1 - 0   |  |
| Athletic Bilbao | 6 - 2     | Las Palmas      | 6 - 0  | 0 - 2   |  |
| Real Madrid     | 5 - 3     | Siviglia        | 1 - 0  | 4 - 3   |  |

## Quarti di finale
|                 | Risultato |                 | Andata | Ritorno | Spareggio |  |
| --------------- | --------- | --------------- | ------ | ------- | --------- |  |
| Elche           | 3 - 3     | Celta Vigo      | 3 - 0  | 0 - 3   | 1 - 2     |  |
| Barcellona      | 3 - 1     | Athletic Bilbao | 3 - 1  | 0 - 0   |           |  |
| Atlético Madrid | 4 - 2     | Valencia        | 1 - 0  | 3 - 2   |           |  |
| Real Saragozza  | 3 - 4     | Real Madrid     | 3 - 2  | 0 - 2   |           |  |

## Semifinali
|                 | Risultato |             | Andata | Ritorno |  |
| --------------- | --------- | ----------- | ------ | ------- |  |
| Atlético Madrid | 2 - 3     | Barcellona  | 1 - 0  | 1 - 3   |  |
| Celta Vigo      | 3 - 5     | Real Madrid | 3 - 2  | 0 - 3   |  |

## Finale
| Arbitro: | Antonio Rigo |

|                      |           |  |
| Zunzunegui 6’ (aut.) | Marcatori |  |